# Unniyarcha
Unniyarcha (també Unniarcha) és una popular guerrera llegendària i heroïna esmentada al Vadakkan Pattukal, les antigues balades del nord de Malabar. Era de la famosa família Thiyyar Chekavar de Puthooram Veed de Kadathanad, un clan de guerrers descendents d'una banda de lluitadors arribats de Sri Lanka. Es creu que va viure al nord de Kerala, al l'Índia durant el segle xvi.
És un personatge popular del folklore de Kerala recordada pel seu valor i habilitats en l'art marcial Kalaripayattu. Es diu que inicià el seu entrenament a l'edat de set anys.

## Història
Attummanammel Unniyarcha era del famós Puthooram Veed de Malabar del Nord. Estava casada amb Attumanammel Kunjiraman, qui tenia un Kalari conegut com a Puthussery Kalari que encara es troba al districte de Kannur, a Kerala.
Es conten nombrosos exemples de la seva valentia, determinació i habilitats marcials, com per exemple la història de la seva visita al temple d'Ayyappan, a alguns quilòmetres de casa seva. Tot i que la seva sogra es mostrava reticent a que hi anés sola, ella agafà la seva espasa preferida i s'encaminà sola cap al temple. Pel camí, el cap dels chanakas (yavanas), qui la desitjava per la seva bellesa, envià els seus homes per a segrestar-la. Ella tragué la seva espasa i en matà un grapat abans que la resta fugís a cercar al seu cap. Un cop allà descobrí que es tractava de la filla del seu mestre d'esgrima i li demanà misericòrdia, però ella el desafià a ell i als seus homes a lluitar amb ella.
Una altra història molt coneguda fa referència a una gran venjaça familiar. Unniyarcha va rebutjar l'amor de Chandu (o Chanthu) Chekavar, cosa que va conduir a l'assassinat a traïció del seu germà Aromal per part de l'airat Chanthu Chekavar. Arrel d'aquest fet Unniyarcha va passar anys entrenant el seu únic fill, Aromalunni, i el seu nebot, Kannappanunni, per venjar la mort del seu germà. Quan aquests van matar Chandu, van tornar amb el cap tallat i el van col·locar als peus del seu avi Kannappa Chekavar, aconseguint així la culminació de l'antiga vendetta. Anys més tard, quan Aromalunni va decidir casar-se amb la filla de Chandu, Unniyarcha va acollir a contracor a la seva nora i es va retirar bruscament al temple d'Omalur durant set dies de dejuni i oració. Aromalunni es va oferir a acompanyar-la, però ella es va negar a dir: Pandum vendiyirunnilla ninte ammakku thuna (La vostra mare mai no va necessitar el vostre suport). "Veniu al temple el setè dia", va aconsellar. Quan el fill i la nora van arribar al temple, el cos sense vida d'Unniyarcha estava a la vora del riu.

## A la cultura popular
La llegenda d'Unniyarcha s'ha convertit en pel·lícules com:
- Unniyarcha (1961)
- Oru Vadakkan Veeragatha (1989)
- Puthooramputhri Unniyarcha (2002)
- A Asianet (2006) es va emetre una sèrie de televisió titulada Unniyarcha.
- El personatge també fa aparició a Veeram (2016)